# Гаазький договір (1661)
Гаазький договір — міжнародний договір, підписаний 6 серпня 1661 Йоганом де Віттом з боку Нідерландів і представником португальської корони з тим, щоб врегулювати колоніальні розбіжності між державами.
Після відновлення португальської державності в 1640 році португальці відвоювали у нідерландців Північну Бразилію. Хоча на стороні португальців стояли ворожі нідерландцям британці (див. Перша англо-голландська війна), нідерландський флот залишався могутньою силою, яка у будь-який момент загрожувала португальській столиці.
Обидві країни були зацікавленіші у відновленні взаємовигідних торгових відносин, ніж у продовженні конфронтації. Гаазьким договором Нідерланди визнали приналежність Португалії всієї території Бразилії, а португальці поступилися нідерландцям своїми правами на Цейлон і Острови прянощів, сплативши на додачу 63 тонни золота.